# Tajga
Tajge su tip zimzelenih šuma četinjača sjevernih dijelova umjerene zone sjeverne polutke koje su cirkupolarno rasprostranjene u Europi, Aziji ("sibirska tajga")
i Sjevernoj Americi ("kanadska tajga").
Naziv tajga potiče iz narodnog govora i odnosio se prvobitno na četinarske šume zapadnog Sibira. Danas je kao naučni termin primijenjen na sve četinarske šume sjevernih dijelova sjeverne hemisfere. Moguće je razlikovati nekoliko tipova (podzona):
- listopadne ariševe tajge (graniče s tundrama)
- svijetle tajge (dominiraju borovi)
- tamne tajge (dominiraju vrste iz reda smreke, bijelog bora i jele)
- mješovite tajge u kojima se nalaze lišćarsko-listopadne vrste otpornije na niske temperature.

Tajge se u sjevernim subarktičkim područjima Europe, Azije i Sjeverne Amerike pružaju zonalno širokim pojasom od zapada ka istoku, preko ogromnih područja između Tihog i Atlanskog oceana, pa se zato može govoriti o zoni tajge, za koju su tamne četinarske šume, prije svega smreke, najkarakterističnije. To su tamne četinarske šume u kojima potpuno nedostaju floristički elementi krupnolisnih listopadnih šuma. Njihovi graditelji su različite vrste jele i smreke.
Ove tamne četinarske šume su relativno siromašne u faunističkom pogledu. Karakterisčne vrste su gorska kuna, los, američki i azijski samur, ptice kao što su djetlić, krstokljun, gaćasti ćuk, itd. Stalni stanovnici tajge su mrki medvjed, vuk, lisica, divlja svinja, vjeverica, puh, hermelin, polarni zec, srna, dabar. Zimska klima tajgi je vrlo surova pa živi svijet opstaje zahvaljujući osobinama koje ih karakteriziraju npr. gusto krzno, bogato perje, potkožno masno tkivo, te sposobnost nalaženja i pripremanja dobrog skrovišta i jazbina, fiziološke osobine za doba zimskog sna i dr.